# Groß Rönnau
Groß Rönnau är en kommun och ort i Kreis Segeberg i förbundslandet Schleswig-Holstein i Tyskland.
Kommunen ingår i kommunalförbundet Amt Trave-Land tillsammans med ytterligare 26 kommuner.